# Aoussou
Aoussou (berbère : ⴰⵡⵙⵙⵓ ou Awessu) est la période de l'année s'étendant, selon le calendrier berbère utilisé traditionnellement pour les récoltes, sur quinze jours à partir du 25 juillet. Elle est connue pour être une période très chaude.

## Événement
En Tunisie, on célèbre pendant cette période le carnaval d'Aoussou, un événement festif et culturel qui se déroule à Sousse.